# 马尔基维莱尔
马尔基维莱尔（法語：Marquivillers）是法国皮卡第大区索姆省的一个市镇，属于蒙迪迪耶区蒙迪迪耶县。该市镇2009年时的人口为188人。

## 人口
马尔基维莱尔人口变化图示
| 数据来源：INSEE |